# Wijken en buurten in Eijsden
De voormalige Nederlandse gemeente Eijsden (sinds 2011 deel van de nieuwe gemeente Eijsden-Margraten) is voor statistische doeleinden onderverdeeld in wijken en buurten. De voormalige gemeente is verdeeld in de volgende statistische wijken:
- Wijk 00 Eijsden (CBS-wijkcode:090500)
- Wijk 01 Gronsveld (CBS-wijkcode:090501)

Een statistische wijk kan bestaan uit meerdere buurten. Onderstaande tabel geeft de buurtindeling met kentallen volgens het Centraal Bureau voor de Statistiek (2008):
| CBS-buurtcode | Buurtnaam              | Inwonertal | Opp. totaal (ha) | Opp. land (ha) | Ligging                |
| ------------- | ---------------------- | ---------- | ---------------- | -------------- | ---------------------- |
| BU09050000    | Eijsden-Breust         | 4590       | 358              | 342            | Locatie in de gemeente |
| BU09050001    | Mariadorp-Beezepool    | 2250       | 94               | 94             | Locatie in de gemeente |
| BU09050002    | Withuis-Stationsstraat | 190        | 152              | 152            | Locatie in de gemeente |
| BU09050003    | Mesch                  | 350        | 145              | 145            | Locatie in de gemeente |
| BU09050004    | Oost                   | 730        | 62               | 61             | Locatie in de gemeente |
| BU09050005    | Maarland               | 210        | 48               | 48             | Locatie in de gemeente |
| BU09050009    | Verspreide huizen      | 110        | 832              | 748            | Locatie in de gemeente |
| BU09050100    | Gronsveld              | 2380       | 323              | 323            | Locatie in de gemeente |
| BU09050101    | Rijckholt              | 680        | 62               | 62             | Locatie in de gemeente |